# Gewehr 98
A Gewehr 98 (rövidítve G98, Gew 98, M98) a német hadsereg ismétlőpuskája volt a 20. század elején. A fegyver kifejlesztésének oka a Németországgal szemben álló Franciaország hadseregében megjelenő korszerű Lebel puskák voltak. A német Paul és Wielhelm Mauser fegyverszerkesztő testvérpár már 1871-től foglalkozott ismétlő fegyverek tervezésével, de az 1871/84-es típusok még feketelőporos töltényt használtak. A Lebel füst nélküli töltényére adott válasz a 7,9 x 57 mm-es  M88 töltény volt. A Mauser sorozat nagy népszerűségnek örvendett, Belgium, Törökország, Spanyolország, Svédország és Brazília is rendszerbe állította.
A Gewehr 98 forgó-toló záras reteszelésű volt, a töltést az 5 töltényt befogadó rögzített középágytárból végezte, a töltényeket töltőléc segítségével lehetett a tárba tölteni. Kezdetben 1888-as tompa hegyű lövedéket, majd 1903-tól egy nehéz, hegyes S-lövedéket (Spitz-Geschoss) tüzelt. A német gyalogság alapvető fegyvere volt az első világháborúban, rövidített változata a Karabiner 98, ami egészen a második világháború végéig szolgálatban maradt.